# Игра лжецов (телесериал, Корея)
Игра лжецов (кор. 라이어 게임, раио кеим) — южнокорейский телесериал 2014 года, снятый по одноимённой манге Синобу Каитани. Сериал транслировался с 20 октября по 25 ноября телеканалом tvN по понедельникам и вторникам в 23:00 по корейскому времени. В главных ролях снялись Ким Соын, Ли Санъюн и Син Соннок.

## Сюжет
Честная и доверчивая студентка колледжа Нам Даджон получает таинственное письмо с деньгами приглашением на реалити-шоу под названием Игра лжецов — психологическая игра на выживание, где соперники должны обманывать друг друга и воровать деньги; победитель получает приз в 10 миллиардов корейских вон. Даджон цепляется за шанс заработать деньги и выплатить долги, но практически сразу лишается стартовых денег. Она просит о помощи виртуоза-афериста, профессора психологии Ха Уджина, и вместе они продолжают участие в шоу.

## В ролях
- Ким Соын — Нам Даджон
- Ли Санъюн[англ.] — Ха Уджин
- Син Соннок[англ.] — Кан Доён
- Чхве Юнсо[кор.] — Ку Джаён
- Ким Ёнъэ[англ.] — мать Уджина
- Чо Джэюн[кор.] — Чо Дальгу
- Ом Хёсоп[кор.] — отец Даджона
- Чха Суён[кор.] — Ли Юнджу

## Рейтинги
| Эпизод | Дата выхода     | Рейтинг AGB Nielsen |
| ------ | --------------- | ------------------- |
| 01     | 20 октября 2014 | 0.866 %             |
| 02     | 21 октября 2014 | 1.046 %             |
| 03     | 27 октября 2014 | 0.903 %             |
| 04     | 28 октября 2014 | 1.065 %             |
| 05     | 3 ноября 2014   | 0.828 %             |
| 06     | 04 ноября 2014  | 0.949 %             |
| 07     | 10 ноября 2014  | 0.807 %             |
| 08     | 11 ноября 2014  | 1.108 %             |
| 09     | 17 ноября 2014  | 0.907 %             |
| 10     | 18 ноября 2014  | 1.250 %             |
| 11     | 24 ноября 2014  | 0.804 %             |
| 12     | 25 ноября 2014  | 0.989 %             |